# Kleitarchos
Kleitarchos (klassisk grekiska: Κλείταρχος, latin: Clitarchus) var en grekisk historieskrivare från Megara, samtidig med Alexander den store, vars historia han skildrat i ett omfångsrikt verk, varav åtskilliga fragment återstår. Hans trovärdighet var dock redan hos de gamla inte särskilt högt skattad.